# میمون آنتیل

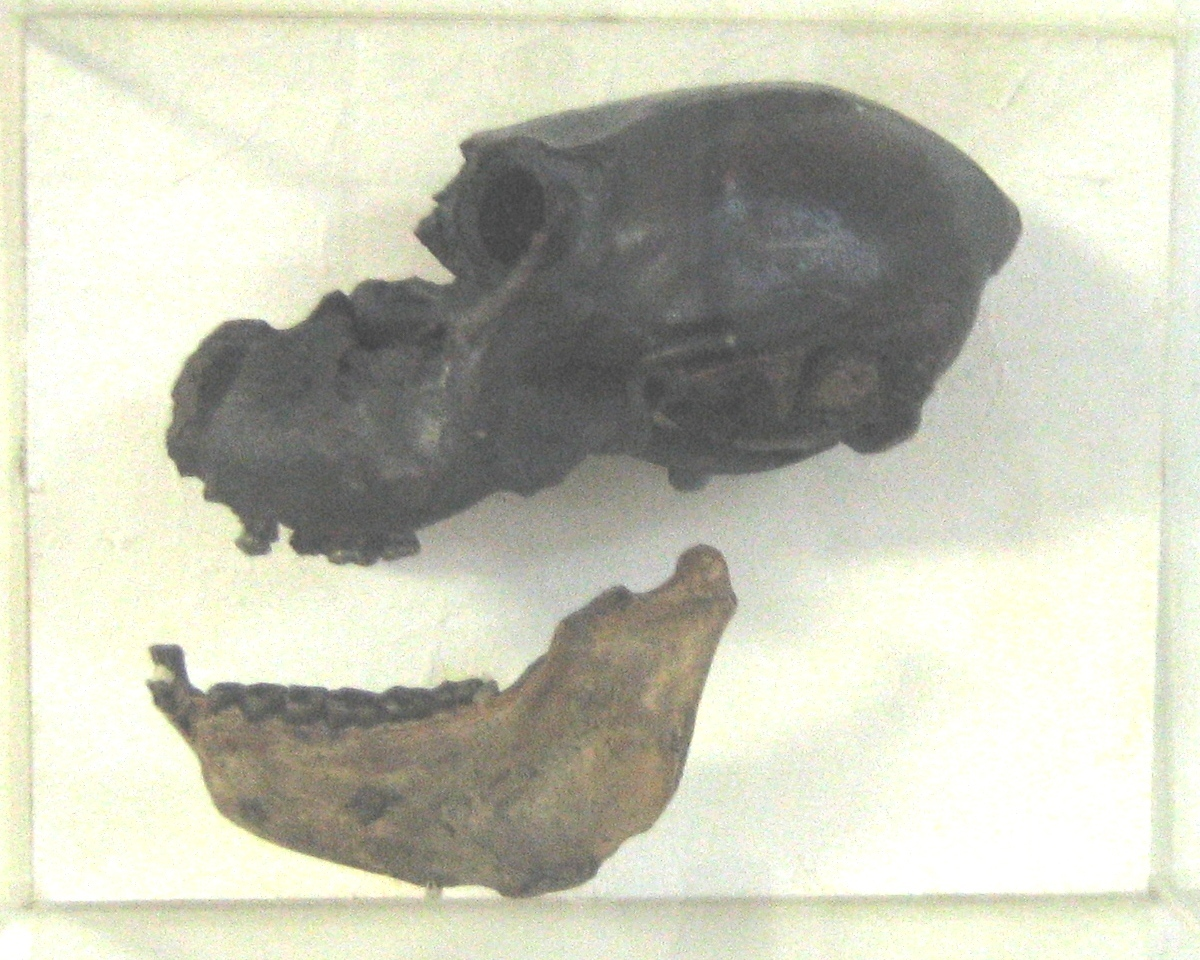
جمجمه ای از این جاندار

میمون آنتیل (نام علمی: Xenotrichini) نام یک تبار منقرض‌شده از تیره لخت‌صورتان است.